# Gunnar Palin
Gunnar Palin, född 12 oktober 1922 i Östra Fågelviks församling i Värmland, död 4 april 2003, var en svensk journalist.

## Biografi
Gunnar Palin var son till kontraktsprosten Erik Palin och hans hustru Ketty, född Svensson. Han började sin journalistiska bana på Värmlands Folkblad i Karlstad 1946. År 1950 gick han vidare till den Eskilstunabaserade Tidningen Folket, och 1957 blev han politisk reporter på Stockholms-Tidningen. När denna tidning lades ned gick han 1966 till Förenade Landsortstidningars Stockholmsredaktion, även där som politisk reporter.
Hösten 1969 rekryterades han till SVT:s Rapport, som skulle starta i den nya TV 2 i december samma år. I inrikesgruppen arbetade han tillsammans med Berndt Ahlqvist, Christina Jutterström, Tönu Nilsson och Ingemar Odlander. För Rapport gjorde han många personliga reportage om politiker, såsom i sommarserien "Partiledare på grönbete", där han bland annat fiskade strömming och badade naken med C.H. Hermansson i Stockholms skärgård. Han arbetade kvar på Rapport-redaktionen till pensionen 1985.
Palins namn lever kvar internt på SVT genom begreppet "palinare", som betecknar ett nyhetstelegram som läses upp medan nyhetsbilder rullar, till skillnad från ett telegram där kameran endast visar nyhetsuppläsaren. Han skrev 1986 memoarboken Rapport, där han berättar om sina år som politisk reporter på SVT.